# Thil-Manneville
Thil-Manneville és un municipi francès situat al departament del Sena Marítim i a la regió de Normandia. L'any 2007 tenia 540 habitants.

## Demografia

### Població
El 2007 la població de fet de Thil-Manneville era de 540 persones. Hi havia 181 famílies de les quals 25 eren unipersonals (4 homes vivint sols i 21 dones vivint soles), 46 parelles sense fills, 97 parelles amb fills i 13 famílies monoparentals amb fills.
La població ha evolucionat segons el següent gràfic:
Habitants censats

### Habitatges
El 2007 hi havia 215 habitatges, 188 eren l'habitatge principal de la família, 19 eren segones residències i 7 estaven desocupats. 211 eren cases i 1 era un apartament. Dels 188 habitatges principals, 167 estaven ocupats pels seus propietaris, 18 estaven llogats i ocupats pels llogaters i 3 estaven cedits a títol gratuït; 1 tenia una cambra, 2 en tenien dues, 26 en tenien tres, 57 en tenien quatre i 102 en tenien cinc o més. 170 habitatges disposaven pel capbaix d'una plaça de pàrquing. A 77 habitatges hi havia un automòbil i a 99 n'hi havia dos o més.

### Piràmide de població
La piràmide de població per edats i sexe el 2009 era:
| Homes | Edats   | Dones |
| ----- | ------- | ----- |
| 0     | 95 o +  | 4     |
| 0     | 90 a 94 | 0     |
| 0     | 85 a 89 | 0     |
| 0     | 80 a 84 | 0     |
| 4     | 75 a 79 | 0     |
| 4     | 70 a 74 | 4     |
| 12    | 65 a 69 | 16    |
| 8     | 60 a 64 | 20    |
| 16    | 55 a 59 | 12    |
| 12    | 50 a 54 | 12    |
| 4     | 45 a 49 | 8     |
| 24    | 40 a 44 | 24    |
| 8     | 35 a 39 | 20    |
| 36    | 30 a 34 | 32    |
| 12    | 25 a 29 | 16    |
| 20    | 20 a 24 | 4     |
| 12    | 15 a 19 | 24    |
| 8     | 10 a 14 | 16    |
| 16    | 5 a 9   | 40    |
| 0     | 0 a 4   | 8     |

## Economia
El 2007 la població en edat de treballar era de 358 persones, 267 eren actives i 91 eren inactives. De les 267 persones actives 250 estaven ocupades (130 homes i 120 dones) i 16 estaven aturades (7 homes i 9 dones). De les 91 persones inactives 27 estaven jubilades, 32 estaven estudiant i 32 estaven classificades com a «altres inactius».

### Ingressos
El 2009 a Thil-Manneville hi havia 194 unitats fiscals que integraven 545 persones, la mediana anual d'ingressos fiscals per persona era de 16.574 €.

### Activitats econòmiques
Dels 10 establiments que hi havia el 2007, 1 era d'una empresa de fabricació d'altres productes industrials, 3 d'empreses de construcció, 2 d'empreses de comerç i reparació d'automòbils, 2 d'empreses d'hostatgeria i restauració, 1 d'una empresa de serveis i 1 d'una empresa classificada com a «altres activitats de serveis».
Dels 4 establiments de servei als particulars que hi havia el 2009, 1 era un paleta, 1 guixaire pintor, 1 fusteria i 1 perruqueria.
L'any 2000 a Thil-Manneville hi havia 7 explotacions agrícoles.

## Equipaments sanitaris i escolars
El 2009 hi havia una escola elemental integrada dins d'un grup escolar amb les comunes properes formant una escola dispersa.

## Poblacions més properes
El següent diagrama mostra les poblacions més properes.